# L'Orient (1791)
Pour les autres navires du même nom, voir L'Orient.
L’Orient, anciennement le Dauphin Royal (1792) et le Sans-Culotte (1795), est un navire de ligne de premier rang de 118 canons de la classe Commerce de Marseille, construit par Jacques-Noël Sané et lancé à Toulon en 1791. Il sert plusieurs fois de navire amiral à la flotte française en Méditerranée. Il est détruit en 1798 à la bataille d’Aboukir, au début de l’expédition d’Égypte.

## Les premières années de service (1792-1797)

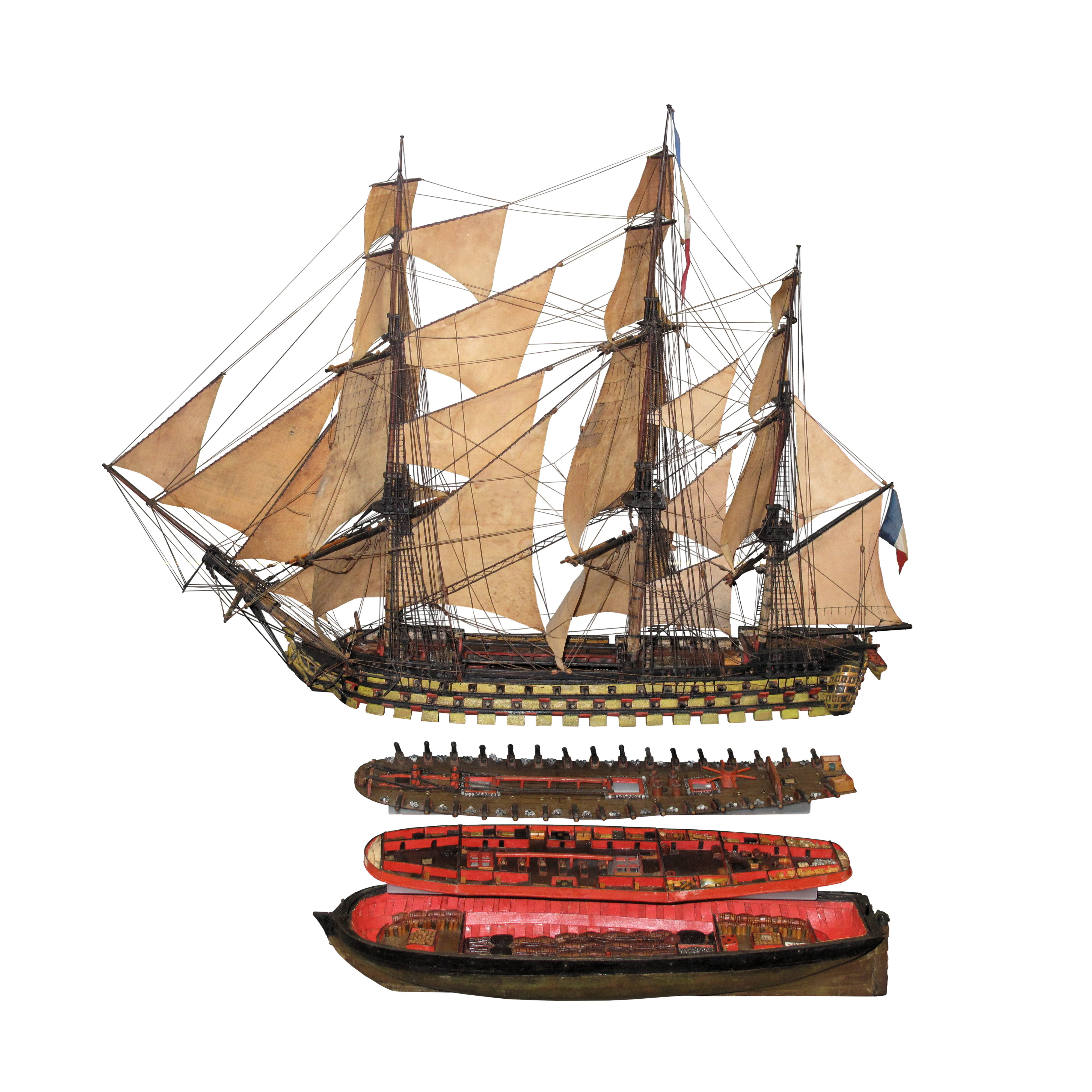
Maquette démontable montrant la disposition des ponts inférieurs d'un vaisseau du même type que l’Orient.

L’Orient est un trois-ponts de 118 canons mis en chantier à Toulon en 1790 sur les plans types de l’ingénieur Sané définis en 1786. Il est lancé deux ans après le Commerce de Marseille et peu de temps avant les États de Bourgogne. Le bâtiment est construit en deux ans seulement, ce qui témoigne de l’excellence des chantiers navals français après les réformes engagées sous Louis XVI et qui se poursuivent dans les premières années de la Révolution. Considéré comme très réussi, il est rapide et se manœuvre aussi bien qu’une frégate, même si son rapport coût/efficacité pose problème, car le gain de puissance par rapport à un trois-ponts plus « classique » de 100-104 canons (comme le Bretagne ou le  Victory) ne semble pas justifier la dépense supplémentaire ni les hommes d’équipage qu’il faut embarquer en plus pour servir l’artillerie.
Il porte initialement le nom de Dauphin Royal, comme deux autres vaisseaux symboles du prestige royal lancés respectivement en 1668 et 1738. Mais en 1792, avec la chute de la Monarchie, il est rebaptisé du nom révolutionnaire de Sans-Culottes. En 1792-1793, l'Europe se ligue contre la France révolutionnaire. Le navire stationne à Toulon lorsqu’en août 1793 la ville est ouverte par les Royalistes au débarquement anglo-hispano-napolitain. Il échappe à la capture (contrairement au Commerce de Marseille) et à l’incendie qui ravage l’arsenal et détruit huit vaisseaux lorsque les Anglais évacuent le port à la suite de la contre-offensive républicaine.
En 1795 il porte la marque du contre-amiral Martin qui commande l’escadre de quinze vaisseaux chargée d’aller reconquérir la Corse. Parti de Toulon le 2 mars, Martin croise le 14 mars l’escadre anglaise du vice-amiral Hotham et lui livre, au large de Gênes, un combat décousu auquel ne participe guère le Sans-Culottes car il est victime d’une avarie de barre. Le 24 mars, il rentre à Toulon avec le reste de l’escadre qui a perdu deux vaisseaux. En mai 1795, il est rebaptisé l’Orient, nom qu’il va porter jusqu’à sa fin. Le 13 juillet 1795, toujours sous la marque de Martin qui dispose cette fois de dix-sept vaisseaux, il participe à la bataille des îles d'Hyères contre les vingt-trois bâtiments de Hotham mais sans s'y distinguer.

## L’Orientdans l’expédition d’Égypte (1798)

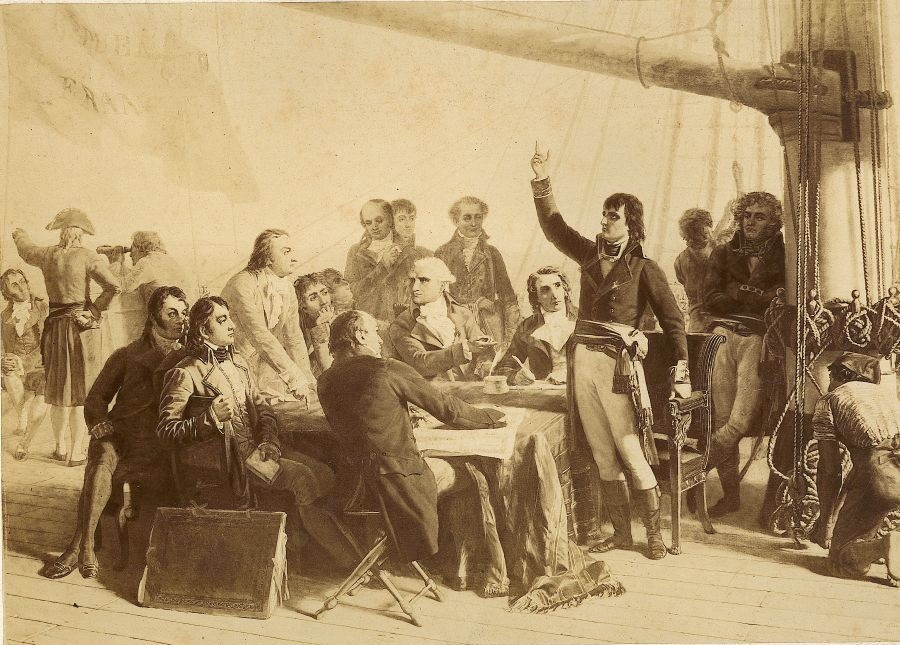
Bonaparte sur le pont de l’Orient discutant avec les savants de l'expédition d’Égypte. Le navire embarque aussi l'état-major du corps expéditionnaire.

### L’Orient, navire amiral de l’expédition
En mars 1798, le Directoire accepte l’idée de Bonaparte d’attaquer Malte et l’Égypte pour frapper l’Angleterre dans son commerce en marchant vers la route des Indes. Cette gigantesque expédition formée de plus de 30 000 soldats, de 171 pièces d’artillerie terrestre et d’un matériel considérable embarque sur 280 navires de transports qui appareillent à partir du 19 mai. Elle est escortée par treize vaisseaux, huit frégates et une flottille fluviale. L’Orient en prend la tête comme vaisseau amiral. Il est commandé par le capitaine Luce de Casabianca, lui-même sous les ordres du vice-amiral de Brueys commandant en chef de l’armée navale et assisté d’Honoré Ganteaume comme chef d’état-major. Le bâtiment embarque aussi Bonaparte (qui commande en chef sur terre et sur mer et a fait nommer de Brueys comme vice-amiral) avec 5 généraux et 26 officiers supérieurs ainsi qu'une partie des nombreux savants de l'expédition. L’Orient est le dernier navire à appareiller de Toulon. Très lourdement chargé, il touche le fond en sortant du port, incident interprété par les marins du temps comme un très mauvais présage...
L’armée navale force Malte à la capitulation le 11 juin puis poursuit sa route vers l’Égypte. Alexandrie est en vue le 1er juillet. Le débarquement se passe sans encombre puis Bonaparte écrase dans la foulée les Mamelouks à la bataille des Pyramides (21 juillet). Brueys est débarrassé de l’encombrante tutelle de Bonaparte qui s’occupait de la tactique navale sans le consulter, mais se trouve confronté au problème de la mise à l’abri de son escadre. Le balisage du Port-Vieux d’Alexandrie ayant été détruit, aucun navire de 74 canons ou plus ne peut s’y engager. En attendant le résultat du sondage des passes, Brueys embosse ses vaisseaux dans la rade foraine d’Aboukir dont il connait tout aussi mal la profondeur, ce qui le pousse à commettre toute une série d’erreurs. Pour ne pas risquer de voir l’Orient, qui a le plus fort tirant d'eau, toucher le fond, le vaisseau est mis à l’ancre loin de la côte, obligeant le reste de l’escadre à s’aligner sur lui. Cette position empêche l’artillerie installée à terre (sur le fortin d'Aboukir) de soutenir les navires en cas d’attaque et il y a un espace suffisant pour que des vaisseaux audacieux se faufilent entre l’escadre française et la côte pour la prendre entre deux feux avec ceux restés du côté de la mer. Mais Brueys, qui manque aussi d’hommes pour manœuvrer en même temps voiles et artillerie n’a guère d’autre choix que de se placer en position défensive et pense que son dispositif est suffisant pour repousser une attaque.

### La destruction du navire à la bataille d’Aboukir

Carte des mouvements des navires à la bataille d'Aboukir. L’Orient, au centre de la ligne, focalise l’attaque anglaise après la neutralisation de l’avant-garde française.

Le 1er août 1798, en début d’après-midi, les voiles de l’escadre anglaise apparaissent à l’horizon. Nelson, qui ne dispose pas de son escadre au complet (il n’a que dix vaisseaux et aucun trois-ponts), décide néanmoins d’attaquer. L’Orient, placé en septième disposition au centre du dispositif français, n’est pas immédiatement engagé car Nelson concentre son attaque sur l’avant-garde qui est prise entre deux feux, cinq vaisseaux anglais ayant réussi à se faufiler entre la côte et l’escadre française. L’avant-garde progressivement réduite, les vaisseaux anglais remontent la ligne française et engagent le centre où se trouve l’Orient. La bataille, acharnée, est un temps indécise car les vaisseaux anglais sont très éprouvés. Le  Bellerophon (74 canons), l’un des premiers bâtiments à engager l’Orient, est foudroyé par les puissantes bordées de celui-ci. Rasé comme un ponton, il part à la dérive sous le feu des premiers navires de l'arrière-garde et aurait même amené son pavillon selon les Français, qui, dans la fureur du combat, manquent son amarinage ainsi que celui d’un autre vaisseau désemparé, le  Majestic.
Sur la dunette de l’Orient Brueys est blessé une première fois. Nelson de même sur le  Vanguard (au visage) et doit quitter son poste. Rien n’est encore perdu si l’arrière-garde française, qui n’est pas encore engagée, se porte au secours du centre français et de l’Orient. Mais son chef, Villeneuve, ne bouge pas, malgré les sollicitations de plusieurs de ses officiers. À la tombée de la nuit, trois vaisseaux anglais surgissent du large, constituant pour Nelson un renfort providentiel qui décide du sort du centre français et de la bataille. Deux d’entre eux, l’ Alexander et le Swiftsure se portent contre l’Orient qui se retrouve à combattre jusqu’à cinq navires.
À 19h30 intervient le premier drame : Brueys est blessé une deuxième fois : un boulet dans le ventre le coupe presque en deux. Il refuse de quitter son poste en déclarant qu’« un amiral français meurt en donnant des ordres » puis s’éteint peu après. Une heure plus tard, c’est le capitaine de pavillon, Luc de Casabianca qui est mortellement touché à la tête. Des incendies éclatent un peu partout. Dans un premier temps, tous sont maîtrisés, mais à 21h45, un nouveau brasier se propage dans la mature. Les hommes de la batterie de 24 sont rappelés pour combattre le sinistre. En vain. La loi des séries semble s’abattre sur le vaisseau car les pompes à incendie sont brisées, les haches sont inaccessibles et les seaux dispersés. Ganteaume décide alors de noyer les poudres, mesure ultime pour sauver le navire au prix de sa neutralisation. Le maître calfat ouvre les robinets, mais il est trop tard, le feu progresse trop vite. Ganteaume n’a plus d’autre alternative que d’ordonner l’évacuation.
Une centaine d’hommes réussit à monter sur une chaloupe et une barque, dont Ganteaume. D’autres s’accrochent à des débris de bois. Les blessés sont abandonnés à leur sort. À 22h30, le fleuron de la marine républicaine explose dans un fracas si épouvantable que les deux escadres, frappées de stupeur devant un évènement aussi rarissime, cessent le feu pendant un quart d’heure. Les vaisseaux anglais les plus proches sont ébranlés par le souffle de l’explosion et menacés par les débris incandescents. Le bruit, dit-on, est entendu jusqu’au Caire. Malgré sa blessure, Nelson monte sur le pont du  Vanguard pour assister à la scène et donne l’ordre de recueillir les survivants. Soixante-dix sont hissés à bord des vaisseaux anglais.
Le nombre exact des victimes demeure inconnu. Le futur vice-amiral et ministre Denis Decrès, qui a assisté au combat depuis une frégate, estime les rescapés à 760 sur un équipage réglementaire de 1 130 hommes qui était toutefois très incomplet. Nombre de matelots à terre au moment de l’attaque n’avaient pas réussi à regagner le vaisseau, problème d’ailleurs valable pour toute l’escadre. 4 000 marins environ ont assisté au combat depuis le bord de mer. Pour l’Orient, il manquait au début du combat la moitié des servants dans la batterie de 12 livres. Il semble donc que le nombre de 760 rescapés donné par Decrès soit surestimé, de la même façon qu'est sous-estimé celui de 70 survivants avancé par les Anglais, ne serait-ce qu'en prenant en compte ceux qui ont rejoint la rive sur les barques (comme Ganteaume) ou accrochés aux débris. La vérité, compte tenu de la longueur du combat et du nombre élevé de blessés laissés à bord se situe probablement entre les deux.
Des diffamateurs de Napoléon ont prétendu que Napoléon avait affirmé dans ses Mémoires que l'explosion de l'Orient avait décidé de la bataille navale d'Aboukir : c'est une calomnie contre Napoléon. Dans le récit que fait Napoléon de la campagne d’Égypte, Napoléon écrit que l'explosion a été un acte important de la bataille, que la bataille continuait d'être équilibrée plusieurs heures après l'explosion, et que la bataille dura jusqu'au lendemain midi (plus de douze heures après l'explosion).
Une histoire prétend qu’un trésor aurait sombré avec le vaisseau : 500 000 livres d’or, 3 tonnes d’argent et les richesses de chevaliers de Saint-Jean de Jérusalem saisies à Malte. Jusqu'à présent, cette histoire n'a jamais été démontrée.

### Témoignages sur le combat et la fin du navire

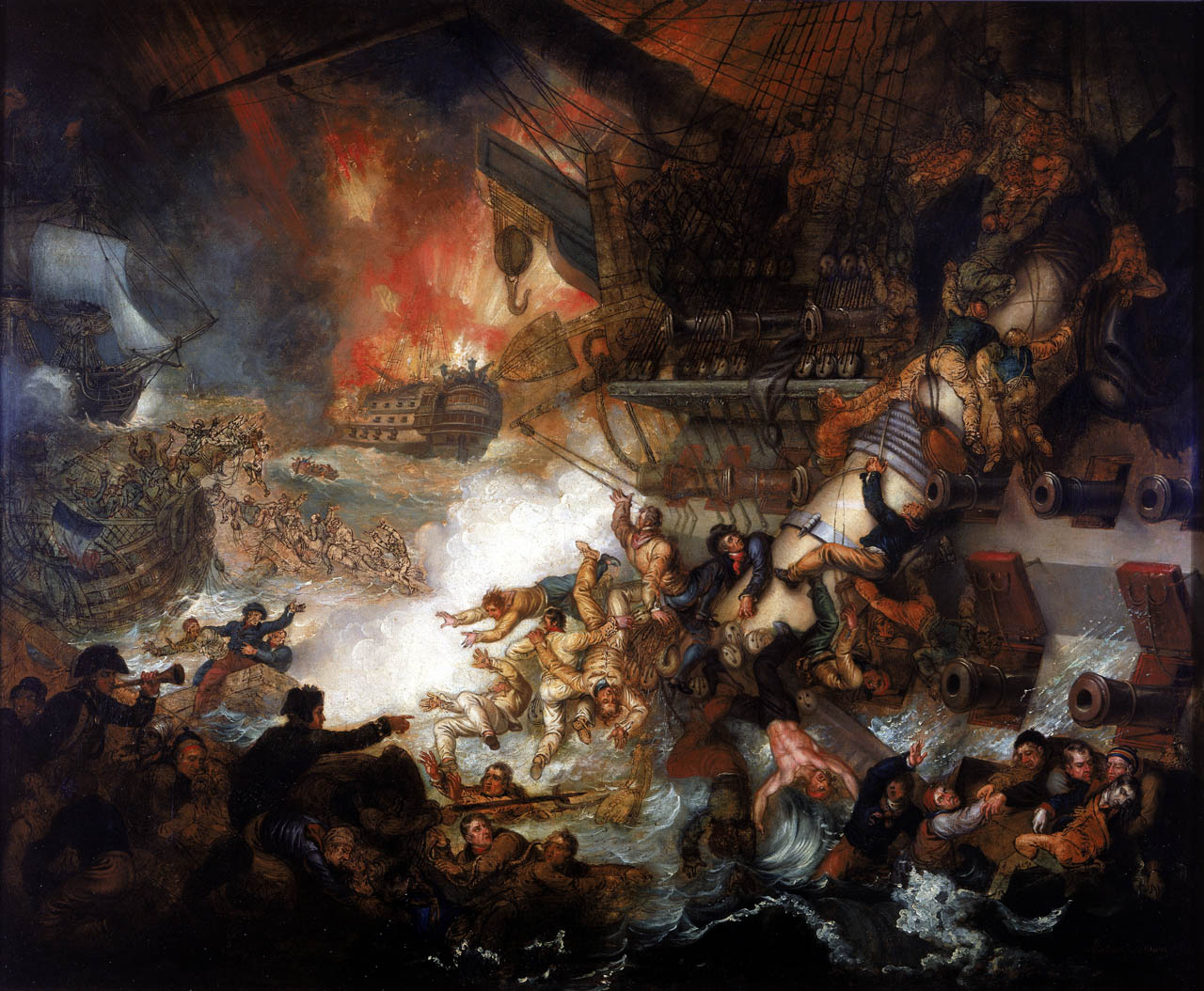
La fin de l’Orient et la fuite de son équipage. Tableau anglais de 1825.

L’enseigne Berthelot, qui combat sur la batterie basse de l’Orient raconte ce qu’il a vu du combat et de l'incendie : 

« Le Bellerophon et le Majestic virent mouiller à notre tribord, vergue à vergue, firent un feu très vif d’artillerie et de mousqueterie, mais ils ne purent longtemps soutenir la vigueur du nôtre. Le premier fut démâté de tous ses mats, et ses sabords presque réunis en un, il fut contraint de couper ses câbles pour dériver sous les vents de notre ligne, ce qui fit présumer qu’il était amené (capturé). Le deuxième avait un peu moins souffert, mais ayant perdu son capitaine et la moitié de son équipage, il fit la même manœuvre que le premier. Ces deux vaisseaux furent remplacés par le Swiftsure et l’Alexander. » Le ton de son récit change lorsqu’il apprend la mort de Brueys puis la blessure de Casabianca et le début d’incendie : « Un instant après je m’aperçus par la clarté sur l’eau que le feu était au vaisseau, mais plein de confiance qu’on en arrêterait les progrès, je m’efforçais de ne persuader aux hommes qui armaient la batterie de 36 à laquelle j’étais affecté, afin de ne point ralentir leur courage qui ne s’est point démenti (Berthelot doit finalement sauter à l’eau et voit l’Orient exploser peu après). »

Un témoin oculaire anonyme français donne de l’explosion ce bref récit : 

« La clarté dura assez longtemps pour qu’on pût distinguer parfaitement les corps qui retombaient de la hauteur à laquelle ils avaient été lancés. Un calme lugubre, l’obscurité la plus profonde succédèrent un instant à ce spectacle épouvantable qui glaça d’effroi tous les cœurs. »

John Nichol, marin anglais servant de canons sur le Goliath, raconte ce qu’il a vu après l’explosion : 

« Lorsque le vaisseau amiral français explosa, le Goliath fut tellement secoué que nous crûmes que l'arrière de notre navire avait sauté [...] Quand le feu cessa, je montai sur le pont pour voir dans quel état se trouvaient les flottes et ce fut une vision horrible. La baie tout entière était couverte de cadavres mutilés, blessés, brûlés, sans autre vêtement que leurs pantalons. Il y avait un certain nombre de Français du vaisseau amiral l’Orient qui s'étaient blottis sous le gaillard d'avant du Goliath. Pauvres gens ! »

## La découverte de l’épave et son exploration
Des fouilles sous-marines sont entreprises à partir des années 1980 pour tenter de retrouver l’épave. Elle est localisée en 1984 par Jacques Dumas avec l’aide d’un chasseur de mines de la Marine nationale. L’Orient est formellement identifié grâce à son gouvernail de 12 mètres de haut, doublé de cuivre, sur lequel est inscrit son ancien nom de Dauphin Royal. Les débris, dont de nombreux canons, sont dispersés sur plus de 300 mètres, prouvant la violence de la déflagration. Ils reposent par 9 mètres de fond, à plus de 7 km du littoral.
Une nouvelle campagne de fouille est menée en 1998 par l’archéologue français Franck Goddio. Il ressort que le trois-ponts a explosé non seulement à l’arrière, ou se trouvait la sainte-barbe, mais également à l’avant où aurait été établie une soute à poudre supplémentaire. Du « trésor », seules quelques pièces d’or et d’argent de diverses provenances furent identifiées, mais plusieurs centaines d’objets ont été remontés par les plongeurs et sont conservés dans deux musées égyptiens.
La destruction de l’Orient a inspiré avec plus ou moins de réalisme, nombre de peintres, de dessinateurs, de graveurs, le plus souvent anglais. La poétesse anglaise Felicia Hemans a composé un poème devenu célèbre au Royaume-Uni en l’honneur de Giocante, le jeune fils de Luce de Casabianca, disparu avec son père agonisant qu’il a refusé d’abandonner. Nelson, qui trouvera la mort sept ans plus tard à la bataille de Trafalgar, est enterré à Westminster dans un cercueil creusé sur un élément du grand mât de l’Orient repêché sur le champ de bataille.

## Galerie historique

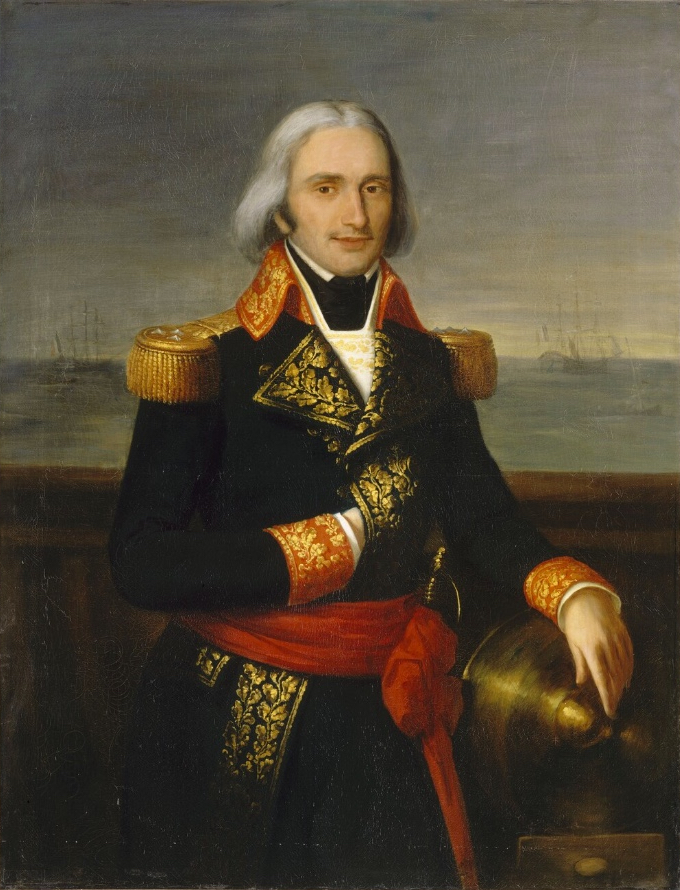
Le vice-amiral de Brueys commande l’escadre qui escorte l’expédition d’Égypte. Il est tué par un boulet sur l’Orient pendant la bataille d’Aboukir. Peinture française du XIXe siècle.
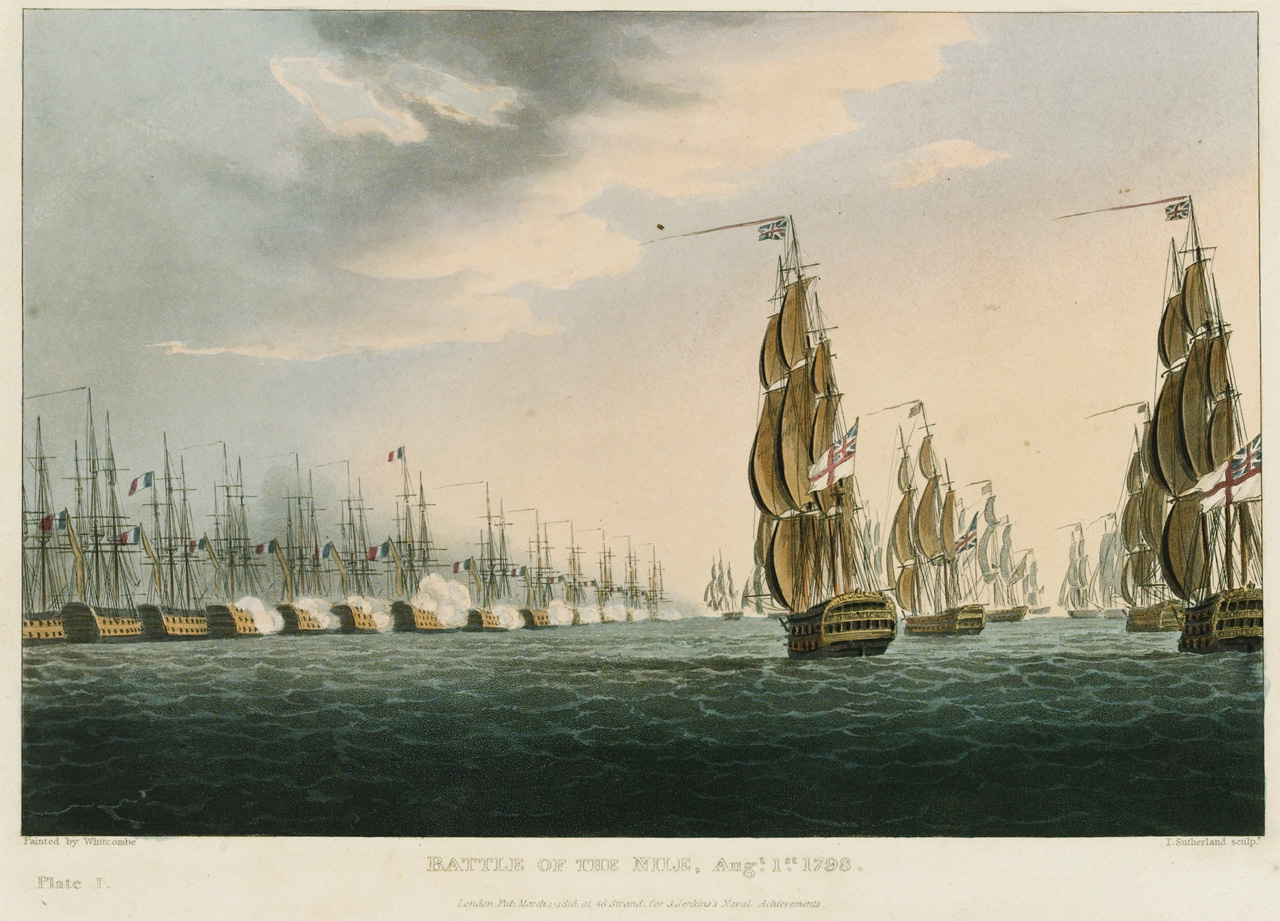
Le début de la bataille d’Aboukir. L’Orient, reconnaissable à ses trois-ponts, occupe la position centrale, à gauche. Tableau anglais de Thomas Whitcombe, 1816.
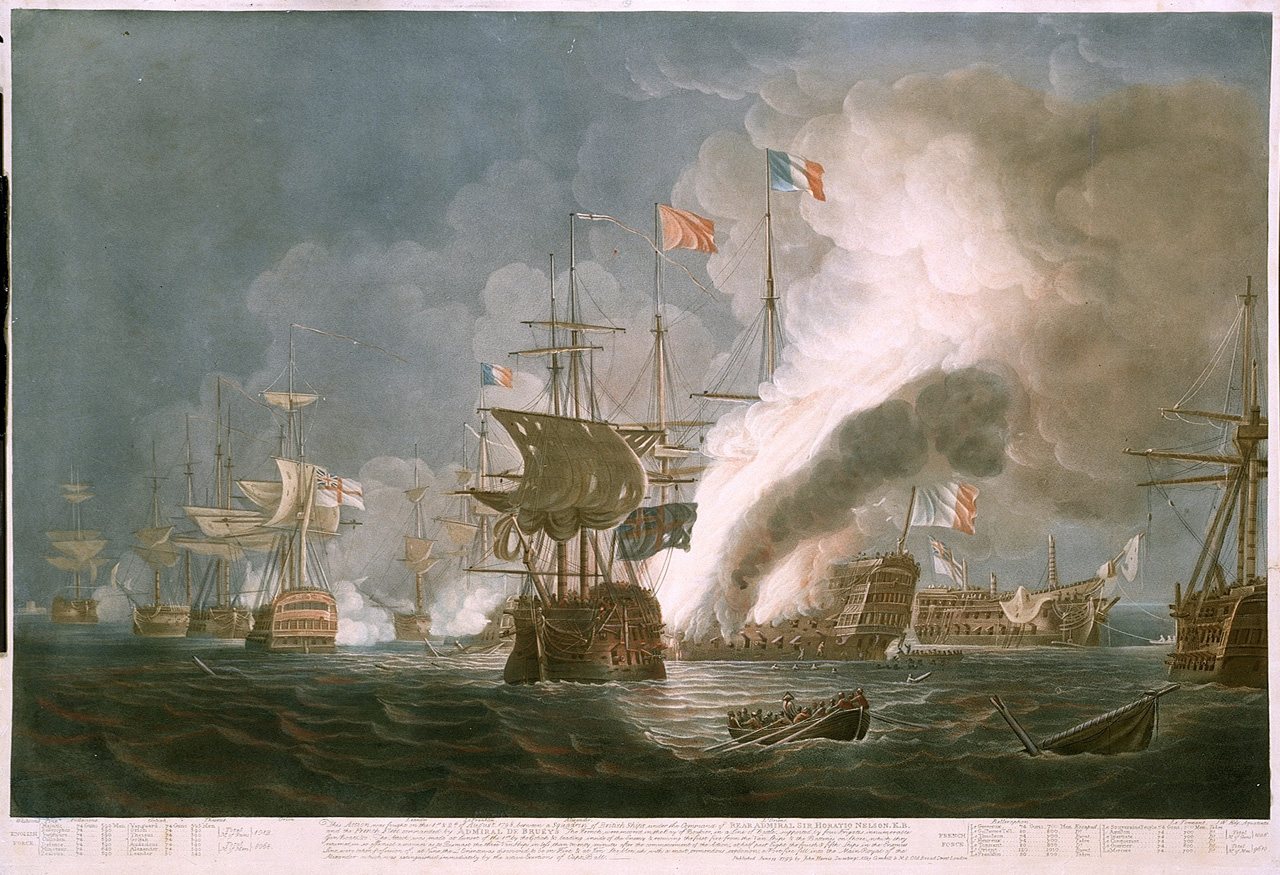
L’Orient en flammes avec au premier plan, le Bellerophon ou le Majestic démâté et à la dérive après son combat contre le vaisseau français. Tableau de Thomas Whitcombe, 1799.
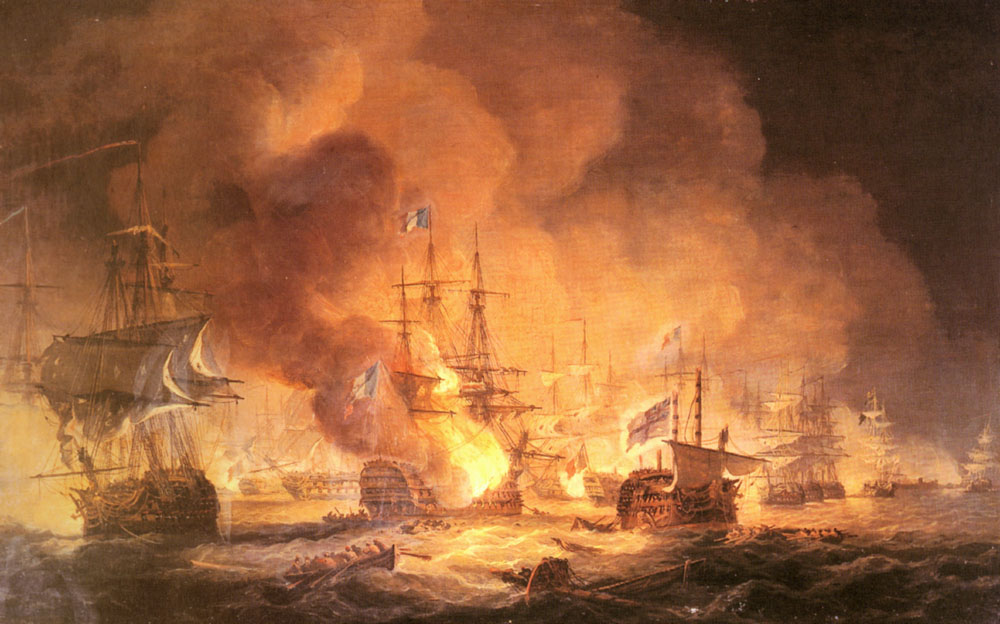
L’Orient en flammes. Malgré les efforts de l'équipage, l'incendie ne peut être maîtrisé et l'ordre d'évacuation doit être donné. Tableau anglais de Thomas Luny, 1834.
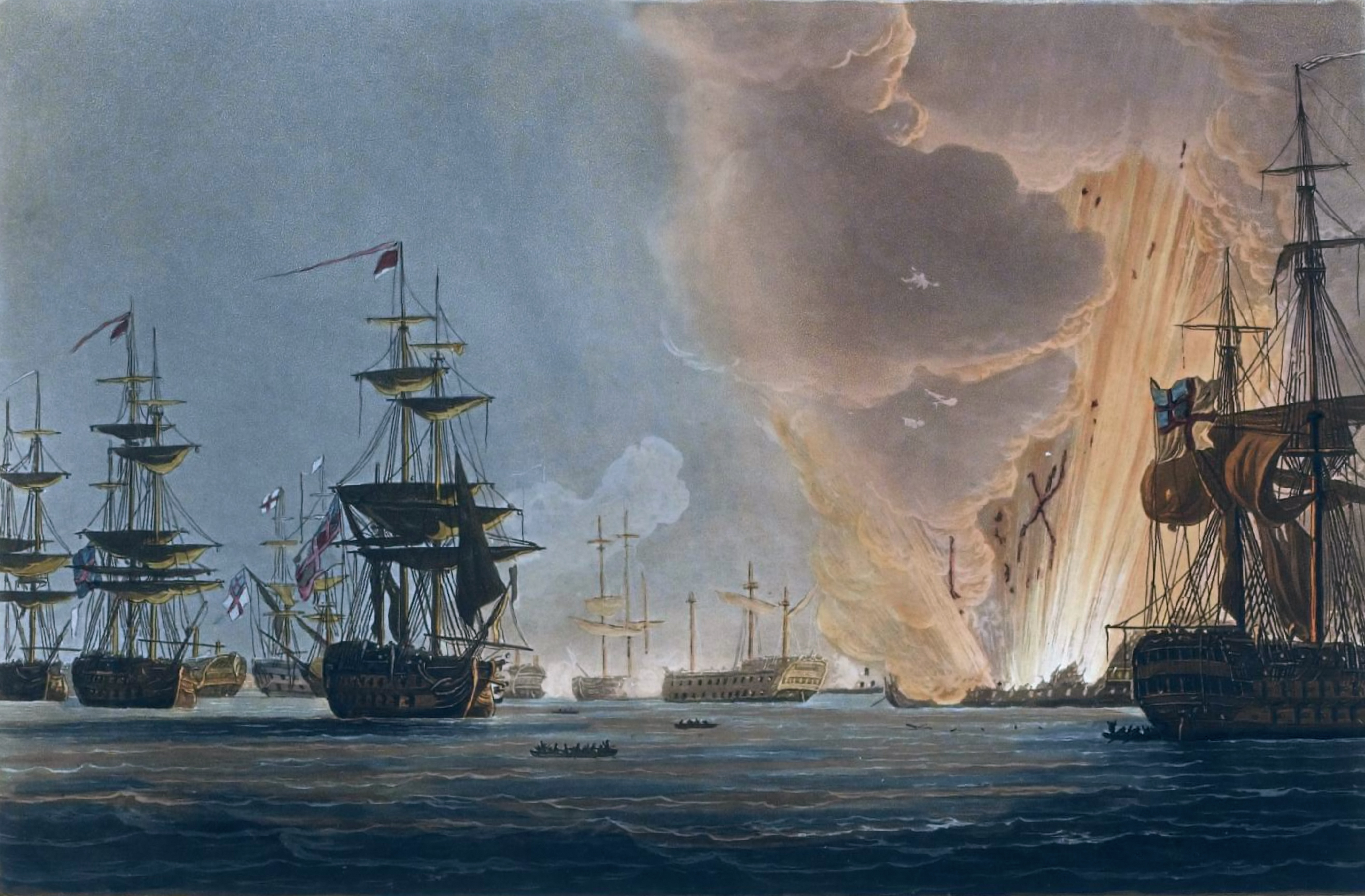
L’explosion de l’Orient. Impressionnées par l'évènement, les deux flottes cessent un moment le combat pour observer la scène. Tableau de Thomas Whitcombe, 1816.
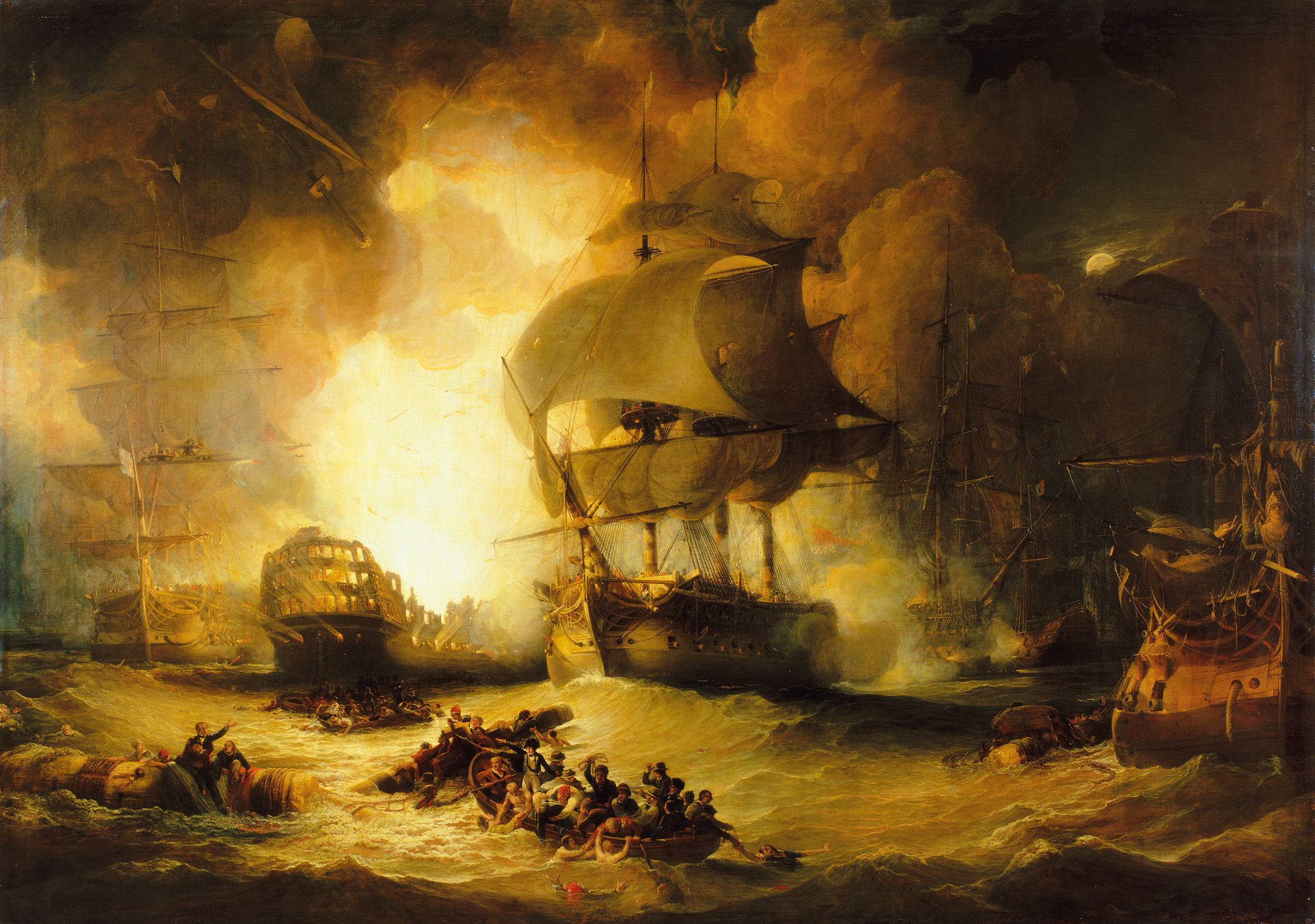
L’explosion de l’Orient. Cette œuvre au caractère dramatique est l’une des plus célèbres représentations de la catastrophe. Tableau anglais de George Arnald, 1825.
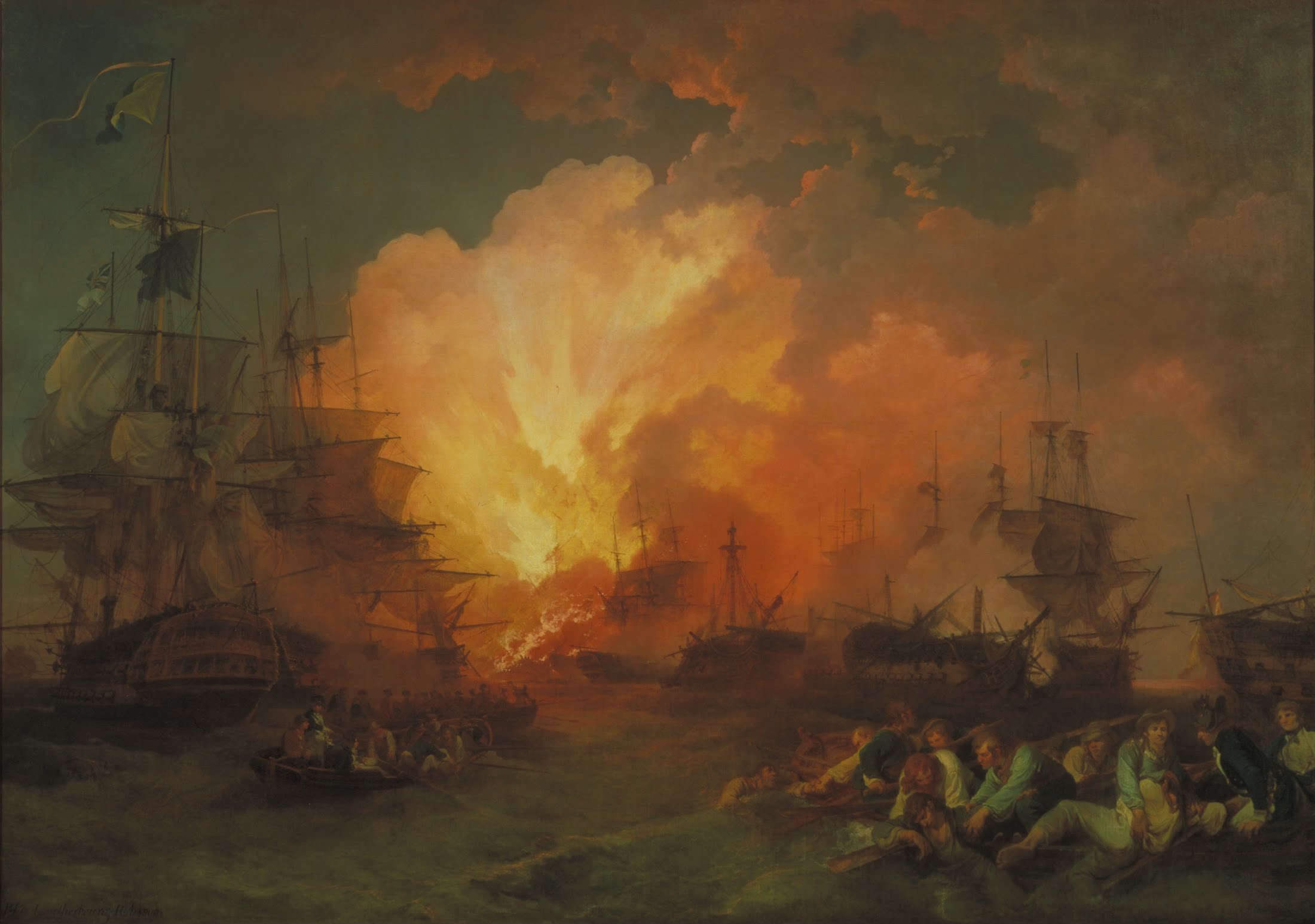
L’explosion de l’Orient vue par Philip James de Loutherbourg en 1800. Ce tableau moins connu que le précédent insiste sur le caractère apocalyptique de l’explosion.
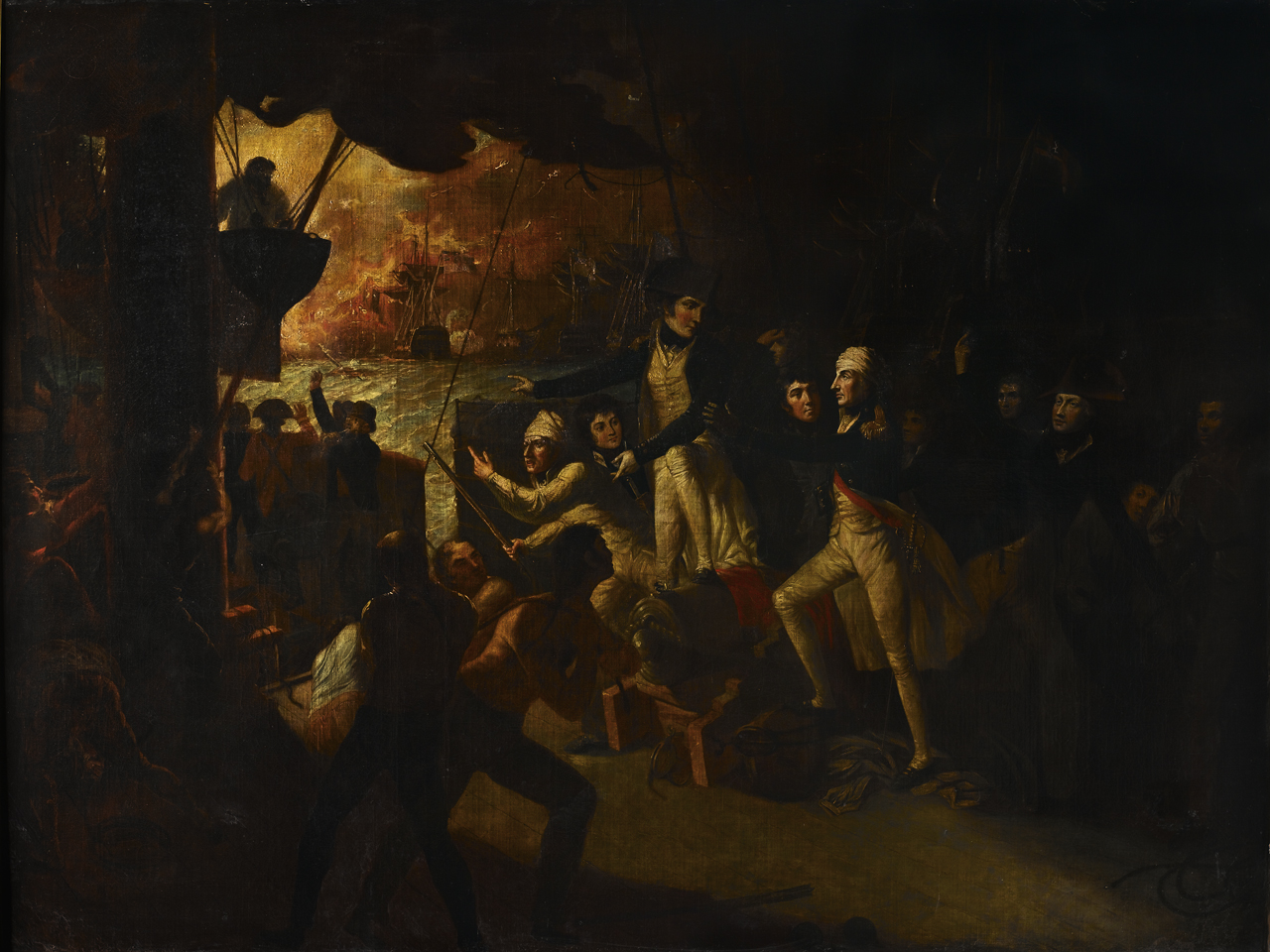
Nelson retourne sur le pont de son vaisseau après s’être fait soigner pour observer la fin de l’Orient et donner l’ordre se secourir les survivants. Tableau anglais de Daniel Orme, 1805.

## Caractéristiques techniques

### Dimensions
- Longueur de l'étrave à l'étambot : 196 pieds français (63,82 m).
- Largeur de dehors en dehors des bordages : 50 pieds français (16,25 m).
- Creux entre la carlingue et le dessous du maître bau : 25 pieds français (8,12 m).
- Port en tonneaux, c'est-à-dire les tonneaux inscrits sur les listes royales de vaisseaux : 3 000.

### Armement
- 32 canons de 36 livres dans la première batterie[19] ;
- 34 canons de 24 livres dans la deuxième batterie ;
- 34 canons de 12 livres dans la troisième batterie ;
- 18 canons de 8 livres et 6 caronades de 36 livres sur les gaillards.
- Poids d'une bordée : 1 368 livres de fonte.